# Tjeklisten
Tjeklisten var et radioprogram, med Andrew Jensen som vært, som blev sendt på DR P3 hver søndag kl. 12. Programmet var en hitliste over de 20 numre, som lytterne havde valgt til ugens liste, og blev første gang sendt den 15. januar 1994.
Den 28. marts 2010 blev den sidste udgave af Tjeklisten sendt, og programmet stoppede således efter 16 år.

## Artister, der har fået flest stemmer
Følgende liste indeholder de artister, der sammenlagt har fået flest stemmer siden hitlistens begyndelse i januar 1994 til december 2009.
1. Nephew
2. Madonna
3. Robbie Williams
4. D-A-D
5. Backstreet Boys
6. Thomas Helmig
7. Kashmir
8. Britney Spears
9. Aqua
10. Carpark North